# Cololejeunea dauphinii
Cololejeunea dauphinii är en bladmossart som beskrevs av R.L.Zhu. Cololejeunea dauphinii ingår i släktet Cololejeunea och familjen Lejeuneaceae. Inga underarter finns listade i Catalogue of Life.